# (1781) Van Biesbroeck
Pour les articles homonymes, voir Van Biesbroeck.
(1781) Van Biesbroeck est un astéroïde de la ceinture principale.

## Description
(1781) Van Biesbroeck est un astéroïde de la ceinture principale. Il fut découvert le 17 octobre 1906 à Heidelberg par August Kopff. Il présente une orbite caractérisée par un demi-grand axe de 2,40 UA, une excentricité de 0,11 et une inclinaison de 6,9° par rapport à l'écliptique.

## Compléments